# Dottrina Johnson
(Lyndon Johnson, 21 ottobre 1964 )

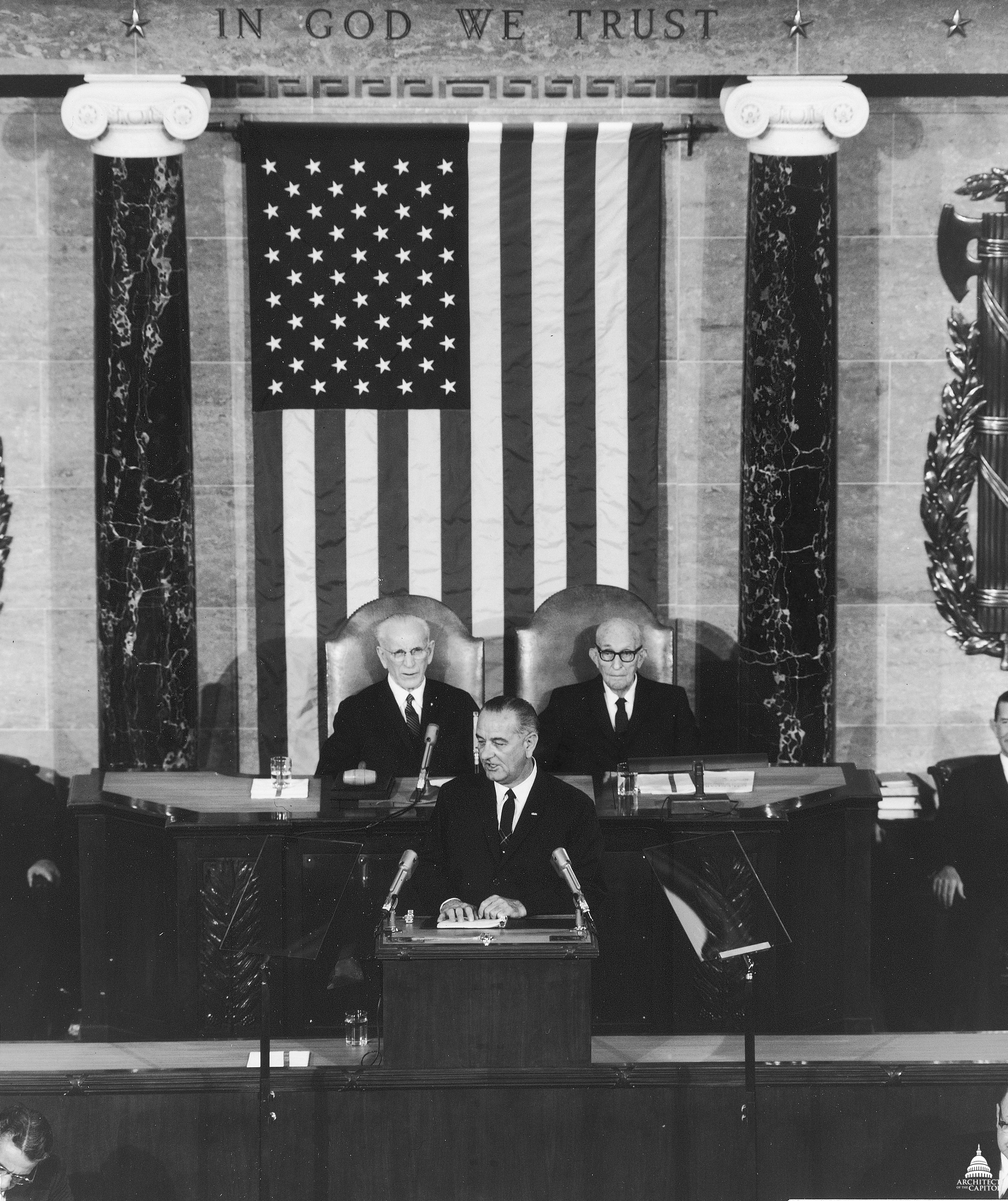
Discorso di Johnson nel gennaio del 1965

La dottrina Johnson è il nome con il quale in politologia si indica la posizione di politica estera esplicitata dal presidente degli Stati Uniti Lyndon Johnson in un discorso televisivo del 2 maggio 1965, in relazione all'intervento militare statunitense nella Repubblica Dominicana (Operazione Power Pack) poco prima avviato.
Il 28 aprile precedente, infatti, le truppe statunitensi erano sbarcate in forze sulle coste dominicane, dove il paese era preda di una violenta guerra civile tra i sostenitori del deposto presidente progressista Juan Bosch ("costituzionalisti") e la giunta dei militari conservatori che lo aveva precedentemente spodestato ("lealisti"); lo scopo inizialmente dichiarato per lo sbarco delle forze statunitensi era quello di proteggere l'evacuazione dei cittadini stranieri, ma in seguito l'intervento si trasformò in una missione d'appoggio indiretto alla fazione lealista, stante l'apparente minaccia di infiltrazioni comuniste in seno ai costituzionalisti.
Secondo la dottrina Johnson, ritenuta un'estensione della dottrina Eisenhower e della dottrina Kennedy, le rivoluzioni avvenute nei Paesi dell'emisfero occidentale cessano di essere una questione interna se finalizzati «all'instaurazione di un regime comunista». Per tale ragione Johnson dichiarò che «gli Stati Uniti non possono permettere, non vogliono permettere e non permetteranno l'instaurazione di un altro governo comunista nell'emisfero occidentale». L'invasione della Repubblica Dominicana, avvenuta come atto unilaterale, rappresentò il primo palese intervento armato statunitense in America Latina dai tempi della guerre della banana degli anni 1910-1920, e fu replicata più volte sino agli anni 1980.

## Inquadramento politologico
Pochi giorni dopo il discorso del 2 maggio, l'ambasciatore uruguaiano in una riunione del Consiglio di Sicurezza dell'ONU impiegò l'espressione "dottrina Johnson" per definire la politica degli Stati Uniti in America Latina. Tuttavia tale espressione non è mai stata pronunciata in un discorso ufficiale della presidenza statunitense, e anzi lo stesso Johnson ne contestò l'impiego, sostenendo che la pregiudiziale anticomunista in America Latina fosse la posizione ufficiale espressa dall'Organizzazione degli Stati Americani nella conferenza di Punta del Este nel 1962, e che lui si sia limitato a riprendere quest'ultima.
Diversi politologi hanno osservato la specularità tra la dottrina Johnson e la dottrina Brežnev, che nel 1968 stabilì il diritto di ingerenza dell'Unione Sovietica nelle questioni interne dei Paesi del Patto di Varsavia in funzione anticapitalistica.